# إيان مسينتير (طبيب)
إيان مسينتير (بالإنجليزية: Iain MacIntyre)‏‏ (30 أغسطس 1924 - 18 سبتمبر 2008) هو طبيب بريطاني. حصل على ميدالية بوكانان عام 2006 لمساهماته العديدة في مجاله، بدءًا من الاكتشافات الأساسية في الأصل الخلوي والوضع الكيميائي الحيوي لعمل الكالسيتونين، حتى تطبيقه في الممارسة السريرية.

## التعليم
وُلِد ماكنتاير في غلاسكو في 30 أغسطس 1924، الابن الأكبر لجون ماكنتاير ومارجريت (ني شاو). ذهب إلى المدرسة في مدرسة جوردان هيل كوليدج (لاحقًا مدرسة جوردان هيل)، غلاسكو، حيث تخرج كقائد مشترك.
التحق بجامعة غلاسكو لدراسة الطب وتخرج منها بدرجة البكالوريوس في الطب والجراحة في عام 1947.

## الأبحاث والعمل
بعد أن عمل في وظائف منزلية في غلاسكو، بدأ ماكنتاير كمتدرب في علم الأمراض في شيفيلد، وهو ما شمل العمل كمُعاين في مختبر الدكتور (لاحقًا السير) هانز كريبس، الحائز على جائزة نوبل في المستقبل. كان اتصاله بكريبس مؤثرًا على اختياره الوظيفي في علم الأمراض الكيميائي.
انضم إلى قسم علم الأمراض الكيميائي في كلية الطب الملكية للدراسات العليا، في مستشفى هامرسميث في لندن كمسجل. في عام 1954 أصبح زميل السير جاك دروموند التذكاري، مما مكنه من الشروع في مهنة بحثية في الكيمياء الحيوية، في البداية تحت إشراف البروفيسور إيرل كينج.
صمم وبنى مقياسًا ضوئيًا للهب مكّن من إجراء قياسات دقيقة للغاية لمستويات الكالسيوم والمغنيسيوم في الدم. أدى هذا إلى دراسات نقص المغنيسيوم. بعد فترة وجيزة من اكتشاف دوجلاس هارولد كوب لهرمون الكالسيتونين، أثبتت مجموعة ماكنتاير أن الهرمون يتم إنتاجه في الخلايا المجاورة للجريب في الغدة الدرقية وليس الغدة جار الدرقية كما اقترح كوب. في عام 1967، مُنِح كوب وماكنتاير جائزة جاردنر الدولية بشكل مشترك لعملهما على أصل ووجود الكالسيتونين. كما قام مختبر ماكنتاير بتنقية ثم تسلسل كل من الكالسيتونين الخنزيري والكالسيتونين البشري. كما أظهر فريقه أيضًا ببتيدًا مرتبطًا بجين الكالسيتونين، والذي قاموا بتسلسله ثم وصفه.
كان تنظيم المؤتمرات الدولية للغدد الصماء التي عقدت كل عامين بين عامي 1967 و1981 من أهم المساهمات في التعليم خلال فترة ماكنتاير في مستشفى هامرسميث. وقد حضر هذه المؤتمرات كبار العاملين في مجال الغدد الصماء من جميع أنحاء العالم.
تمت ترقيته إلى رئيس قسم الكيمياء الغدد الصماء وعلم الأمراض الكيميائية في عام 1967، وفي عام 1982 تم تعيينه مديرًا لوحدة الغدد الصماء ويلكوم ومقرها مستشفى هامرسميث. توسع اهتمامه البحثي إلى دور فيتامين د في عملية التمثيل الغذائي للعظام.
بعد تقاعده من مستشفى هامرسميث، أصبح ماكنتاير مديرًا للأبحاث في معهد ويليام هارفي للأبحاث التابع لجامعة لندن. وهناك ركز بحثه على دور أكسيد النيتريك في عملية التمثيل الغذائي للعظام.

## الجوائز والتكريمات
في عام 1967، حصل ماكنتاير (بالتقاسم) على جائزة كندا جاردنر الدولية.
كان حائزًا على جائزة IBMS Elsevier في المؤتمر الحادي عشر للمجلس الدولي لبحوث العظام في فلورنسا عام 1992. تُمنح هذه الجائزة "للأبحاث والتدريس المتميز طوال حياتهم المهنية من قبل عضو IBMS في مجالات العظام واستقلاب المعادن".
انتخب زميلاً في الجمعية الملكية البريطانية في عام 1996، والتي منحته ميدالية بوكانان في عام 2006.